# Guirec Henry
Pour les articles homonymes, voir Henry.
Guirec Henry est un ancien joueur de rink hockey français né le 23 janvier 1978 à Saint-Brieuc. Il joua au SPRS Ploufragan, au HC Quévert avant de finir sa carrière au SCRA Saint Omer. Il fut également capitaine de l'équipe de France.

## Biographie
Guirec a découvert le patinage en 1983 grâce à des amis de son père. Il a pris sa première licence au club de Ploufragan en Bretagne. À 15 ans seulement, le Briochin est remarqué lors de la finale de coupe de France des régions cadets par un sélectionneur de l'équipe de France. Il endosse pour la première fois le maillot de l'équipe nationale. Il a participé au total à sept championnats d'Europe et cinq championnats du monde.
En 1998, le jeune Guirec quitte le SPRS Ploufragan pour le HC Quévert dans la même région. Henry joue huit saisons avec ce club avec lequel il gagne trois championnats de France avant de rejoindre le SCRA Saint Omer dans le Nord. Il y gagne un championnat de France et une Coupe de France.
Guirec Henry est le capitaine de l'équipe de France pour le championnat du monde 2011. Il est aussi le capitaine du SCRA Saint Omer.
Dans le milieu professionnel, Guirec Henry est conseiller des activités physiques et sportives à la ville d’Arques. Il est a été domicilié à Wizernes, dans le Pas-de-Calais.

## Palmarès

### En club
- Championnat de France en 1999, 2000, 2002 et 2009
- Coupe de France en 2010

## Liens Externes
- Guirec Henry sur le site du HoqueiPatins.cat (ca)